# Фрезе, Александр Ермолаевич
Алекса́ндр Ермола́евич Фре́зе (9 [21] февраля 1803, Аренсбург — 27 августа [8 сентября] 1872, С.-Петербург) — горный инженер, генерал-майор, начальник Алтайского горного округа (1864—1871).

## Происхождение
Уроженец города Аренсбурга Лифляндской губернии. Сын альдермана, выходца из немецкого бюргерского рода города Любека конца XVI века, в начале XVII века переселившегося в Выборг и Ревель. Дворянин, 13.01.1868 г. род Фрезе внесен во 2-ю часть дворянской родословной книги Казанской губернии, утвержденной Сенатом 29.02.1868 года. Был женат на Татариновой Екатерине Степановне, (1820—1896), дочери генерал-майора, горного инженера Татаринова Степана Петровича. Его сыновья, Фрезе Александр Александрович (1840-после 1917) и Фрезе Петр Александрович (1844—1918), были горными инженерами по образованию.

## Образование
Окончил Горный кадетский корпус в 1822 году

## Биография
- С 1822 года служил на Урале, на Богословских заводах, отличился при разведке золотоносных месторождений.
- В 1828-29 годах шихтмейстером Фрезе по речке Ужеговке в округе Петропавловского завода было открыто месторождение золота.
- В 1830 году штабс-капитан Фрезе по ходатайству начальника округа Колывано-Воскресенских (Алтайских) заводов П. К. Фролова был переведен на Алтай. Фрезе прибыл вместе с новым горным начальником Ф. Ф. Бегером и другими офицерами: гиттенфервальтером А. Кованько[3], шихтмейстером Я. Мордвиновым, под руководством которых были организованы первые поисковые группы. Тем самым была поставлена проблема передачи уральского опыта казённым землям Алтая в деле развития золотопромышленности. В документах того времени Фрезе А. Е. называют одним из первооткрывателей золотоносных россыпей на Алтае.

Порадовали казну еще раз только опытные горные офицеры, присланные с уральских Богословских заводов, — капитан Кованько  и штабс-капитаны Мордвинов и Фрезе. Они в районе давно уже отнятых у Демидова в казну Колывано-Воскресенских заводов нашли значительную золотосодержащую россыпь — Егорьевскую.
- В 1833 году Фрезе был назначен руководителем шестой (Касминской) партии, которая была «направлена на помощь практиканту Гернгросу для дальнейшего исследования россыпей по речкам Касме и Чесновке и, кроме того, на поиск золотоносных россыпей по речкам, впадающим в Касму с левой стороны»[5].
- В 1830-34 годах каждое лето отправлялся во главе поисковых партий на разведку золотосодержащих песков; в этих экспедициях ему неизменно сопутствовал успех.

Южнее по тому же западному склону Алатау расположен бассейн р.Нижней Терси, описанный Фрезе; он сообщает, что на самом хребте гранит образует уединенные горы, а, переходя в сиенит и диабаз, спускается по реке на 80 в.; диабаз переходит и в афанит, и в амфиболит, остальное пространство занято серыми и черными, редко белыми известняками, иногда перемежающимися с глинистым сланцем, соответствующим углистому известняку англичан, и, ниже по реке, песчаники каменноугольной формации; известняки в одном месте прерываются диабазами. Наносы долины почти везде дают признаки золота; кратко описаны три открытые россыпи — по Б. Филипповке, левому притоку северо-восточной вершины Н. Терси, по этой вершине и по рч. Александровке, правому притоку М. Пезаса; указаны размеры, состав наноса, почва и содержание золота.
- В 1835 году — помощник управляющего крупнейшими Егорьевским и Сухаринским казёнными золотыми промыслами.
- С 1836 года в командировке в Нерчинский горный округ для развития золотопромышленного производства.
- С 1838 года — ревизор казённых золотых промыслов.
- В 1840-41 годах, будучи капитаном, продолжал участвовать в экспедициях в Нерчинском рудничном (горном) округе. Записи его наблюдений о близком залегании к поверхности почвенного льда в этом регионе использовал Карл Бэр в монографии «Материалы к познанию нетающего почвенного льда в Сибири» (1842). Материалы предназначались для экспедиции А. Ф. Миддендорфа в качестве программы исследований с подробной оценкой состояния вопроса.
- С 1841 года — горный ревизор по частным золотым промыслам, управляющий рудниками и заводами Салаирского края.
- В 1844 году Фрезе А. Е. вместе с геологом Быковым обследовали 37 месторождений каменного угля по реке Чумыш. В том же году Кузнецкий бассейн посетил профессор Московского университета Г. Е. Щуровский. Совершив с управляющим Салаирскими рудниками Фрезе совместную поездку в район с. Афонино, он кратко описал Афонинское месторождение угля. Щуровский был поражен угольным богатством Земли Кузнецкой.
- В 1845—1847 годах — управляющий Салаирским краем.
- В 1851—1852 годах по поручению начальника Алтайских заводов Бекмана В. А., инженер-подполковник Фрезе вместе с Быковым обследовали ещё 30 месторождений угля в Присалаирской части бассейна. При анализе угля 12 из них дали кокс. Партией Фрезе обнаружено новое месторождение угля в 6 км к север-северо-востоку от с. Бачаты. В проведенной шахте глубиной 21,6 м встречено 4 пласта угля. Этим в 1851 г. было положено начало основания первой в Кузнецком бассейне Бачатской копи, просуществовавшей в течение 30 лет и удовлетворявшей углем и коксом потребности Гурьевского и Гавриловского заводов.
- С 1855 года — полковник.
- С 1857 года — управляющий Барнаульским сереброплавильным заводом. По распоряжению полковника А. Е. Фрезе в Барнауле по проекту урядника Иванова была построена каменная ограда к церкви во имя Святых Захария и Елисаветы (Знаменская церковь).
- С 1858 года — главный начальник Алтайских горных заводов и директор Колыванской шлифовальной фабрики.
- В июле 1859 года Фрезе А. Е. оказал содействие по прибытию в Барнаул Ф. В. Радлову, доктору философии, этнографу и археологу, которому было предложено место учителя немецкого и латинского языков в Барнаульском высшем горном училище. Одновременно ему было обещано исходатайствовать Высочайшее повеление о дополнительном ассигновании в течение пяти лет по 700 рублей в год на летние разъезды по Алтайскому краю. В организации этих разъездов ему помог начальник горного округа Александр Ермолаевич Фрезе, который как раз в это время собирался в поездку для ревизии Кузнецкого округа и, узнав о научных пристрастиях Радлова, предложил ему присоединиться к экспедиции. Известны следующие предписания А. Е. Фрезе: «… горным конторам, управляющему рудными промыслами и приставам отдельных рудников, чтобы они в случае находки древних вещей присылали их г. Радлову с описанием местности, где они будут найдены, для снятия рисунков»[6].
- 8 июля 1861 года принимал в Барнауле экспедицию, организованную Академией наук Франции, в составе Луи д´Эйхталя, Мари Луи Гюстава Менье[7] и Оскара Неймана. Целью французской научной экспедиции были археологические и геологические исследования Азии, особое внимание уделялось Сибири. Председатель Кабинета Его Императорского Величества барон П. К. Мейендорф просил о содействии начальника Алтайских заводов А. Е. Фрезе. Выполняя просьбу Мейендорфа, глава администрации впервые в России выдал рукописный «Открытый лист» — специальное разрешение на проведение археологических изысканий с рекомендованным маршрутом посещения определённых районов Алтая и предписанием местным чиновникам оказывать поддержку исследователям.
- В 1862 году А. Е. Фрезе награждён знаком отличия за 40 лет беспорочной службы.
- В 1864-71 годах после упразднения должности главного начальника Алтайских горных заводов назначен главным начальником Алтайского горного округа. В связи с тем, что заводское население было изъято из ведомства горного начальства, А. Е. Фрезе пост томского губернатора не получил. Находясь на высоком посту он содействовал Матвею Богдановичу (Матиас Иоганн Теодор) Прангу (1830—1890) в открытии Барнаульского содового завода, с успехом покрывшего потребности кожевенного, стекольного и других производств в Азиатской России, и установке на нем парового двигателя, пополнению коллекции Барнаульского краеведческого музеума. Лично передал в музей три образца самородного золота из рудников нижней Венгрии и Трансильвании.
- В июле 1868 года, когда Барнаул посетил Его Императорское Высочество Великий князь Владимир Александрович, начальник Алтайского горного округа генерал А. Е. Фрезе лично осуществлял показ верхнего Прииртышья, Барнаульского завода и золотых Зыряновских рудников княжеской свите, в составе которой находился попечитель, граф Перовский, контр-адмирал Бок, флигель-адъютант Н. П. Литвинов, академик Миддендорф.
- С 1871 года в отставке «по совершенно расстроенному здоровью», вернулся в Петербург, купил имение Граново[8] в Вышневолоцком уезде Тверской губернии.
- 27 августа (8 сентября по н.ст.) 1872 года скончался и был погребен на Никольском кладбище Александро-Невской лавры.

## Научные труды и публикации
- Фрезе. Краткий геогностический обзор нижней поисковой дистанции в Алтайских горах // Горный журнал. СПб., 1835. № 6. С. 493—500.
- «Атлас золотосодержащим приискам открытым в 1833 году в округе Колывано-Воскресенских заводов». — 100 саж. в 1 англ. дюйме. — [Россия], [1834]. — 15 л.: цв. (в 4 краски); 36х23.
  - Л. 5. План золотосодержащему прииску, открытому берг-гешвореном Фрезе и Практикантом Гернгросом по речке Землянушке впадающей с левой стороны в реку Казьму от Касминского золотого промысла на юго-восток в 3,5 верстах. 1833 год. 63х20,5 (65х23).
  - Л. 6. План золотосодержащему прииску, открытому берг-гешвореном Фрезе и Практикантом Гернгросом по реке Казьме впадающей с левой стороны в реку Иню от Касминского золотого промысла на юго-запад в 3 верстах. 1833. 65х26,5 (67х29,5).

## Награды
- Орден Св. Анны 3 ст. (18??)
- Орден Св. Владимира 4 ст. (1827)
- Орден Св. Анны 2 ст. (18??)
- Орден Св. Владимира 3 ст. (18??)
- Орден Св. Станислава 3 ст. (1864)
- Орден Св. Анны 1 ст. (18??)
- Орден Св. Станислава 1 ст. (18??)